# Manoel dans l'île des merveilles
Pour plus de détails, voir Fiche technique et Distribution.
Manoel dans l'île des merveilles, L'Île aux merveilles de Manoel, Les Destins de Manoel ou Aventures à Madère (Manuel na Ilha das Maravilhas) est un téléfilm portugais réalisé par Raoul Ruiz, diffusé en 1984, sélectionné au festival de Cannes 1985 et primé au festival de Rotterdam. Il fait partie des cent films favoris de Jonathan Rosenbaum.

## Synopsis
Conte en trois épisodes : Le Jardin interdit, Le Pique-nique des rêves et La Petite Championne d'échecs.
Manoel, sept ans, voyage dans le temps sur l'île de Madère. Il rencontre son double de treize ans.

## Fiche technique
- Réalisation : Raoul Ruiz
- Scénario : Raoul Ruiz et João Botelho
- Photographie : Acácio de Almeida
- Musique : Jorge Arriagada
- Production : Paulo Branco
- Pays d'origine :  Portugal
- Durée : 250 minutes
- Date de diffusion : 1984

## Distribution
- Ruben de Freitas : Manoel
- Teresa Madruga : la mère de Manoel
- Fernando Heitor : le père de Manoel
- Marco Paulo de Freitas : Manoel à treize ans
- Diogo Dória : Capitaine Araujo